# Convento de Nossa Senhora da Graça (Tavira)

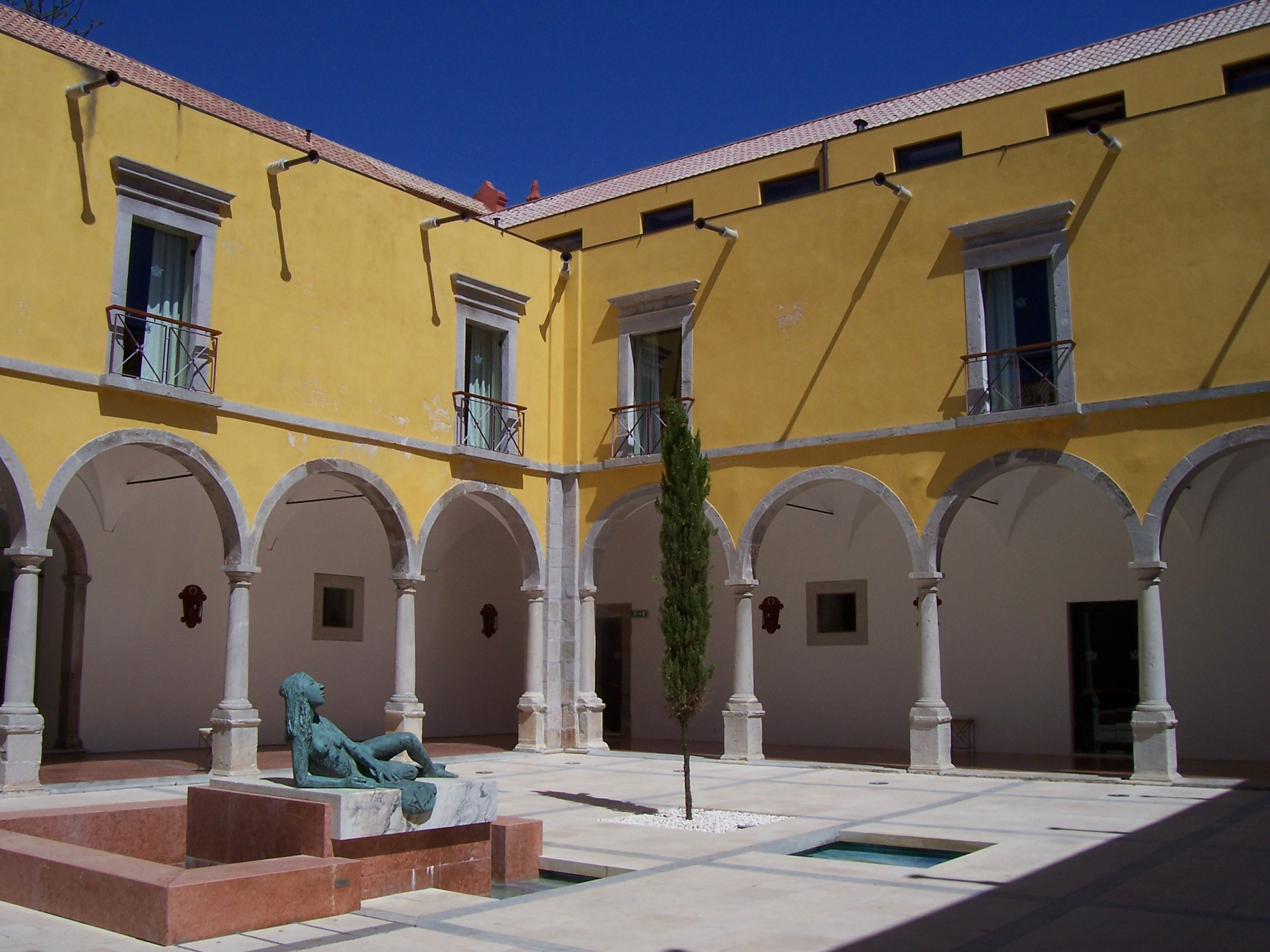
Claustro do antigo Convento, agora Pousada.

O Convento de Nossa Senhora da Graça, também referido como Igreja e Convento de Nossa Senhora da Graça e  Convento dos Eremitas de Santo Agostinho, é um monumento situado na freguesia de Tavira (Santa Maria e Santiago), perto da Igreja de Santa Maria do Castelo. 
Em 2006, e após obras de recuperação e reconversão, é instalada no antigo convento uma pousada histórica do grupo Pousadas de Portugal denominada Pousada do Convento da Graça.
O Convento de Nossa Senhora da Graça está classificado como Monumento de Interesse Público desde 2012.

## História
O Convento de Nossa Senhora da Graça teve a sua construção iniciada por volta de 1542, por vontade dos frades da Ordem dos Agostinhos, tendo à cabeça o Pedro de Vila Viçosa, numa 1ª fase, e o Frei João de S. José numa 2ª fase, cerca de 1568.
Sob a orientação do Frei João de S. José, este convento tornou-se o principal centro de cultura e educação em Tavira. Assim, devido a esta crescente importância, o Bispo de Silves, Jerónimo Osório, resolveu instalar neste convento, em 1575, uma Escola de Teologia Moral, Sacramentos e Direito Canónico, para instrução do clero e do povo.
Mais tarde, durante o Liberalismo, este convento foi cedido ao Ministério do Exército, que aqui instalou o Batalhão de Caçadores nº5 (1837). O convento passa, assim, a ser conhecido como o Quartel da Graça.